# Skyttelavet
|  | Denne artikel er oprettet af botten Steenthbot ud fra en ekstern database. Den kan derfor have sproglige fejl eller mangler. Denne skabelon kan fjernes efter kontrol af indholdet. |

Skyttelavet er en dansk dokumentarfilm fra 1975 instrueret af Jørn Fabricius efter eget manuskript.

## Handling
Ceremoniellet og ritualerne omkring kåring af årets skyttekonge 3. pinsedag i en dansk købstad nær den tyske grænse.